# Anankastická porucha osobnosti

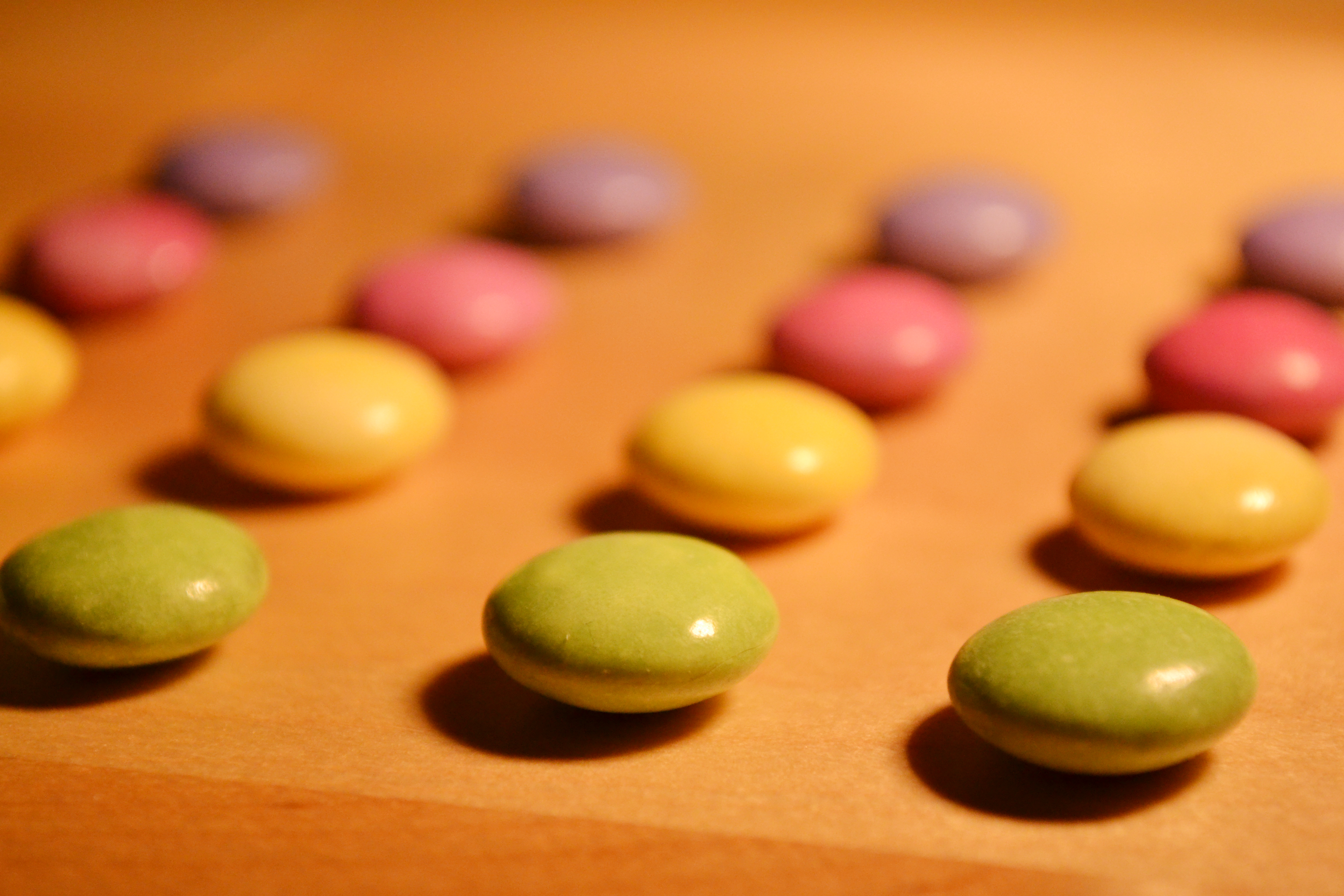
Syndromem anankastické poruchy osobnosti je velké zaměření na detail

Anankastická porucha osobnosti (anglicky obsessive–compulsive personality disorder, OCPD) je porucha osobnosti, která se vyznačuje trvalým vzorcem k perfekcionismu, rigidnímu lpění na pravidlech, seznamech, plánech a pořádku. Symptomy se obvykle objevují již v rané dospělosti a projevují se napříč různými oblastmi života jedince. Příčiny této poruchy nejsou zcela objasněny, avšak předpokládá se souhra genetických a environmentálních faktorů, zejména narušeného citového připoutání v raném vývoji. Tato porucha je nejčastější poruchou osobnosti ve Spojených státech amerických. Diagnostikuje se přibližně dvakrát častěji u mužů než u žen. 
Anankastická porucha osobnosti je odlišná od obsedantně–kompulzivní poruchy (OCD), ačkoliv mezi nimi existují určité drobné podobnosti, jako je sklon k rigidnímu a ritualizovanému chování. Na rozdíl od osob trpících OCD, které si jsou svých obtíží obvykle vědomy a jejich chování vnímají jako problematické, lidé s anankastickou poruchou osobnosti často nepovažují své jednání za neobvyklé či nevhodné. Vztah mezi těmito dvěma poruchami je předmětem odborných debat. Některé výzkumy ukazují, že se ty dvě poruchy často vyskytují společně, ale jiné tvrdí, že tomu tak moc není. Anankastická porucha osobnosti se vyskytuje současně s jinými poruchami osobnosti, s poruchami autistického spektra, poruchami příjmu potravy, úzkostnými a afektivními poruchami, případně se závislostmi. 

## Příznaky a projevy
Anankastická porucha osobnosti se vyznačuje přehnanou posedlostí pravidly, seznamy, rozvrhy a pořádkem; extrémní potřebou dokonalosti, která narušuje efektivitu a znemožňuje dokončení úkolů; chorobnou oddaností práci na úkor mezilidských vztahů a odpočinku; rigidním a až fanatickým přístupem k morálce a etice; neschopností delegovat povinnosti; omezenou schopností navazovat blízké vztahy; potlačeným projevem emocí a silnou potřebou kontroly nad prostředím i sebou samým. Některé symptomy bývají trvalé a stabilní – zejména perfekcionismus, neochota delegovat a tvrdohlavost. Jiné projevy, jako sklon k nadměrnému šetření nebo přehnaná pracovní horlivost, jsou méně stálé a mohou se v čase měnit.

### Pozornost věnovaná pořádku a dokonalosti
Lidé s anankastickou poruchou osobnosti se snaží za každou cenu kontrolovat své okolí, proto se zabývají detaily, postupy, pravidly a časovým rozvrhem. Úkoly odmítají svěřit jiným, pokud nejsou prováděny přesně jejich způsobem, protože věří, že existuje pouze jeden správný přístup. Jsou neústupní a často dirigují druhé, zejména při týmové práci. Jakákoli alternativa je pro ně zdrojem frustrace. Pomoc odmítají, i když ji nezbytně potřebují, neboť se domnívají, že jen oni sami to zvládnou správně. Jejich perfekcionismus jde proti nim. Nastavují si tak přísné standardy, že kvůli neustálým opravám a pochybám nejsou schopni úkol dokončit včas, nebo vůbec. Nedostatky vnímají jako katastrofální. Například student může opakovaně přepisovat esej kvůli malým chybám, až propásne termín odevzdání. Neuvědomuje si přitom, že ostatní jeho zpoždění frustruje.

### Oddanost produktivitě
Jedinci s anankastickou porucha obětují práci i svůj volný čas. Nne z nutnosti, ale z vnitřního přesvědčení, že práce je nejvyšší prioritou. Odmítají dovolenou, i když si ji naplánují, často ji odsouvají, případně si na ni berou pracovní úkoly. Volnočasové aktivity volí cíleně takové, které lze systematicky rozvíjet – hobby pro ně není zábava, ale projekt. Na rozdíl od workoholismu však působí jako kontrolované chování – tedy v souladu s vlastním vnímáním sebe. Postižený člověk necítí, že s ním je něco v nepořádku.

### Rigidita
Jsou přehnaně svědomití a puntičkářští, obzvláště v otázkách morálky, etiky a osobních zásad. Sami na sebe kladou přísné požadavky a totéž vyžadují od ostatních. Jakékoli pochybení si vyčítají. Tato rigidita nesouvisí s kulturním nebo náboženským zázemím. Svět vnímají černobíle. Co není správné, je špatné. Tato dichotomie jim znemožňuje adaptaci v komplexních a nejednoznačných situacích, což vede k vnitřnímu napětí. Jejich neochota přijímat jiné názory a hodnoty – zejména v morálních a politických otázkách – je činí neschopnými kompromisu.

### Omezený citový život a mezilidské fungování
Emoce dávkují opatrně a úsporně. I v blízkých vztazích působí formálně a rezervovaně. Místo přirozeného projevu citu (např. objetí na nádraží) volí distanc a korektnost. Jejich řeč je pečlivě konstruovaná, zbavená spontaneity a podrobena přísné autocenzuře. Čím vyšší status má partner v komunikaci, tím více filtrují každé slovo. To činí každou interakci vyčerpávající a často se jí pak začnou vyhýbat. Pro okolí působí chladně a odtažitě. Potlačování emocí slouží jako obranný mechanismus – city si racionalizují, pamatují si je jako fakta, ne jako prožitky. Tím si udržují kontrolu a vyhýbají se emocionálním překvapením. Sebepoznání vnímají jako zbytečné a na citově založené jedince pohlížejí s povýšeností.

### Interpersonální kontrola
Lidé s touto poruchou zacházejí do extrému se svědomitosti – vlastnosti, která je v běžné míře ceněná, ale v této přehnané formě vede k narušeným vztahům. Působí jako přehnaně kontrolovaní i ve vztahu k ostatním. Projevují úctu k autoritám a normám, zároveň ale trestají ty, kdo jejich vysoké standardy nedodržují. Jejich neschopnost akceptovat odlišnosti vede k častým konfliktům v partnerství, rodičovství i na pracovišti.

## Léčba
Nejlépe ověřenou metodou léčby anankastické poruchy osobnosti je kognitivně behaviorální terapie, které prokazatelně zlepšují funkční omezení osobnosti a snižují míru úzkosti a deprese. Skupinová forma KBT navíc přispívá ke zvýšení extraverze a vstřícnosti a současně snižuje míru neuroticismu. Ještě výraznějšího úbytku depresivních symptomů lze dosáhnout prostřednictvím interpersonální psychoterapie. Při výskytu souběžných příznaků obsedantně-kompulzivní poruchy (OCD) se osvědčuje léčba metodou expozice a prevence reakce (ERP), a to buď samostatně, nebo v kombinaci s podáváním selektivních inhibitorů zpětného vychytávání serotoninu (SSRI). Kombinovaná terapie se považuje za rozumný výchozí přístup zejména u pacientů s výraznějšími projevy onemocnění.